# Северный калапуянский язык
Северный калапуянский язык (Northern Kalapuya, Tualatin-Yamhill) — мёртвый калапуянский язык, на котором раньше говорил народ калапуйя, который проживает на северо-западе штата Орегон (на севере долины Уилламетт, юго-западнее современного города Портленд) в США. В настоящее время калапуйя перешли на английский язык.
Северный калапуянский язык имел диалекты туалатин (атфалати, тфалати), на котором говорили около реки Туалатин, и ямхилл, на котором говорили на около реки Ямхилл.